# Ivo Battelli
Ivo Battelli (San Paolo, 12 marzo 1904 – 3 novembre 1994) è stato uno scenografo italiano.

## Carriera
Durante una carriera di 31 anni ha lavorato con Vittorio De Sica per la scenografia del film Sciuscià (1946) e con Carmine Gallone nel film Manon Lescaut (1940). Ha collaborato inoltre in vari film di Roberto Bianchi Montero (7 film), Pino Ammendola (4 film), Carlo Campogalliani (4 film), Steno (4 film) e Giuseppe Vari (4 film).

## Filmografia

### Scenografo
- Montevergine, regia di Carlo Campogalliani (1939)
- La reggia sul fiume, regia di Alberto Salvi (1940)
- Il prigioniero di Santa Cruz, regia di Carlo Ludovico Bragaglia (1941)
- Oro nero, regia di Enrico Guazzoni (1942)
- Dove andiamo, signora?, regia di Gian Maria Cominetti e Ernst Marischka (1942)
- Lascia cantare il cuore, regia di Carl Boese e Roberto Savarese (1943)
- Abenteuer im Grandhotel, regia di Ernst Marischka (1943)
- La danza del fuoco, regia di Giorgio Simonelli (1943)
- ...und die Musik spielt dazu, regia di Carl Boese (1943)
- Sciuscià, regia di Vittorio De Sica (1946)
- Anni difficili, regia di Luigi Zampa (1948)
- La figlia del diavolo, regia di Primo Zeglio (1952)
- Addio, Napoli!, regia di Roberto Bianchi Montero (1955)
- La canzone del cuore, regia di Carlo Campogalliani (1955)
- Accadde tra le sbarre, regia di Giorgio Cristallini (1955)
- Occhi senza luce, regia di Flavio Calzavara (1956)
- Noi siamo le colonne, regia di Luigi Filippo D'Amico (1956)
- Mamma sconosciuta, regia di Carlo Campogalliani (1956)
- Donne, amore e matrimoni, regia di Roberto Bianchi Montero (1956)
- I miliardari di Guido Malatesta (1956)
- Canzone proibita, regia di Flavio Calzavara (1956)
- La zia d'America va a sciare, regia di Roberto Bianchi Montero (1957)
- Il ricatto di un padre, regia di Giuseppe Vari (1957)
- Ascoltami, regia di Carlo Campogalliani (1957)
- Mia nonna poliziotto, regia di Steno (1958)
- Un amore senza fine, regia di Luis Knaut e Mario Terribile (1958)
- Valeria ragazza poco seria, regia di Guido Malatesta (1958)
- Simpatico mascalzone, regia di Mario Amendola (1959)
- La sceriffa, regia di Roberto Bianchi Montero (1959)
- Pensione Edelweiss, regia di Ottorino Franco Bertolini e Víctor Merenda (1959)
- Il padrone delle ferriere, regia di Anton Giulio Majano (1959)
- Psicanalista per signora, regia di Jean Boyer (1959)
- A noi piace freddo...!, regia di Steno (1960)
- I fratelli corsi , regia di Anton Giulio Majano (1961)
- Il re Manfredi, regia di Piero Regnoli (1962)
- I due toreri, regia di Giorgio Simonelli (1965)
- Il magnifico Robin Hood, regia di Roberto Bianchi Montero (1970)

### Architetto-scenografo
- Manon Lescaut, regia di Carmine Gallone (1940)
- Oltre l'amore, regia di Carmine Gallone (1940)
- Quartieri alti, regia di Mario Soldati (1945)
- Piccola santa, regia di Roberto Bianchi Montero (1954)
- Vendicata!, regia di Giuseppe Vari (1955)
- Le dritte, regia di Mario Amendola (1958)
- La Pica sul Pacifico, regia di Roberto Bianchi Montero (1959)
- Fantasmi e ladri, regia di Giorgio Simonelli (1959)
- Psycosissimo, regia di Steno (1962)

### Arredatore
- La nascita di Salomè, regia di Jean Choux (1940)
- Fra' Diavolo, regia di Luigi Zampa (1942)
- Lascia cantare il cuore (1943)
- ...und die Musik spielt dazu (1943)
- Cuore, regia di Duilio Coletti e Vittorio De Sica (1948)
- Due lacrime, regia di Giuseppe Vari (1954)
- Dinanzi a noi il cielo, regia di Roberto Savarese (1957)
- I dritti, regia di Mario Amendola (1957)
- Le dritte (1958)
- La banda del buco, regia di Mario Amendola (1960)
- La vendetta dei barbari, regia di Giuseppe Vari (1960)
- Rose rosse per Angelica, regia di Steno (1968)

### Assistente scenografo
- I miserabili, regia di Riccardo Freda (1948)